# Pippo detective
Pippo detective (How to Be a Detective) è un film del 1952 diretto da Jack Kinney. È un cortometraggio animato della serie Goofy realizzato, in Technicolor, dalla Walt Disney Productions e uscito negli Stati Uniti il 12 dicembre 1952. Dal 1994 viene distribuito col titolo Pippo superdetective.
Il film, uno dei tanti della serie How to..., segue Pippo nei panni di un investigatore, qui con il nome di Johnny Eyeball.

## Trama
Il detective Pippo (qui chiamato Johnny Eyeball) viene ingaggiato da una donna a trovare un uomo di nome Al. Durante la ricerca spesso una faina e Pietro Gambadilegno cercano di dissuaderlo dall'occuparsi del caso. Dopo varie ricerche c'è un inseguimento in macchina tra la faina, Johnny, Gambadilegno e la donna, che alla fine della corsa trova Al, che in realtà è Gambadilegno. I due vengono sposati dalla faina e Johnny, che assiste al matrimonio, dichiara che il crimine non paga.

## Distribuzione

### Edizione italiana
Il corto fu distribuito in Italia il 15 aprile 1965 nel programma L'allegra parata di Walt Disney. Fu poi ridoppiato nel 1988 dal Gruppo Trenta per l'inclusione della VHS Paperino, Pippo, Pluto e.... Nel 1994 il corto fu nuovamente ridoppiato dalla Angriservices Edizioni per l'inserimento nella videocassetta Pippo superdetective. Tale doppiaggio fu poi usato per le trasmissioni televisive, nonché in tutte le successive pubblicazioni home video.

### Cinema
- L'allegra parata di Walt Disney (15 aprile 1965)[3]

### Edizioni home video

#### VHS
- Paperino, Pippo, Pluto e... (maggio 1988)[4]
- Pippo superdetective (marzo 1994)[5]

#### DVD
Il cortometraggio è incluso nel DVD Walt Disney Treasures: Pippo, la collezione completa.